# Lipton International Players Championships 1991
Die Lipton International Players Championships 1991 waren ein Tennisturnier der WTA Tour 1991 für Damen und ein Tennisturnier des ATP Tour 1991 für Herren, welche zeitgleich vom 11. bis 24. März 1991 in Key Biscayne, Miami, Florida stattfanden.

## Herrenturnier
→ Hauptartikel: Lipton International Players Championships 1991/Herren

## Damenturnier
→ Hauptartikel: Lipton International Players Championships 1991/Damen